# أندريا إيساريسكو
فلورينتا أندريا إيساريسكو (بالرومانية: Florenţa Andreea Isărescu)‏ هي لاعبة جمباز فني رومانية ولدت في يوم 3 يوليو 1984 في بوخارست. أبرز إنجازاتها هو فوزها بالميدالية الذهبية في دورة الألعاب الأولمبية الصيفية 2000 في سيدني في مسابقة الفرق. كما فاز بالميدالية الذهبية في بطولة العالم للجمباز الفني للفرق في سنة 1999 في تيانجين.